# Jan IV (patriarcha Jerozolimy)
Jan IV z Jerozolimy – dziesiąty patriarcha Jerozolimy; sprawował urząd w latach 575–594.